# 審判員

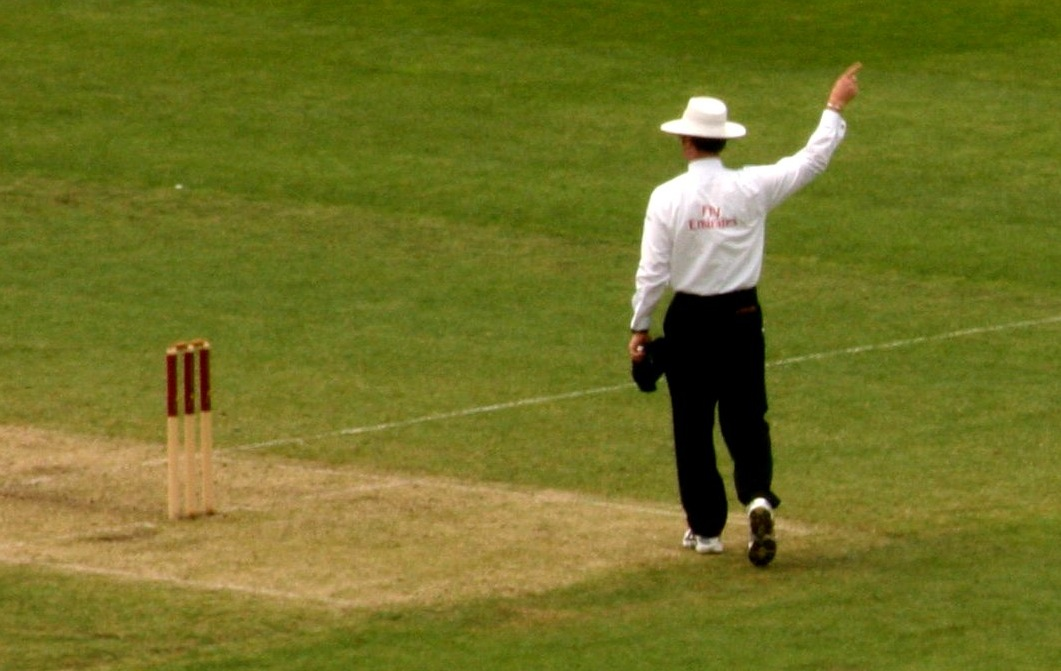
クリケットの球審

審判員（しんぱんいん）とは、ある処遇を決定するための審判を行う者。
一例として、労働審判の労働審判員や医療観察法における精神保健審判員などがある。
スポーツでは試合をルール（競技規則）に則って厳密かつ円滑に進行・成立させる役割を担い、判定を下す人物を指す。
スポーツ界での審判員の呼称は各競技によって異なり、行司、レフェリー（英：referee）やアンパイア（英：umpire）、マッチオフィシャル（英：match official）などの呼称が用いられる。ボードゲームやロールプレイングゲーム(RPG)での同様の役割はゲームマスターと呼ばれる。
試合を円滑に進行させるため複数の審判員によって審判団が構成される場合、その審判団の責任者となる審判員を主審といい、他の審判員は副審と呼ばれる。このときレフェリーは主審を指して用いられ、副審を指す呼称としてアシスタント・レフェリー（英：assistant referee）が用いられる。審判員をレフェリーと呼ばない競技では、主審はチーフ・アンパイア（chief umpire）と呼ばれる。各競技における審判員の呼称について、詳細はこの記事の各競技についての項目や、各競技の記事を参照。

## 概要
審判員は競技の進行や判定など、競技の実施にあたって強大な権限を有し、チームの監督や選手は審判員の判定に従わなければならない。それゆえに、その職責は重大であり、競技規則に対する知識や競技を判定するために必要な能力はもちろん、強い責任感や忍耐力、集中力などが要求される。バレーボールやテニスなどネット型以外の球技では運動能力（特に脚力）も要求される。
審判員が一度下した判定は、よほどのことがない限り覆されることはない。しかし一方で、審判員が下した判定が正当なものであったかどうかについての疑義の声が全く上がらないというわけでもない。事実、競技によっては競技場が広大であったり、競技の展開が高速であるため、より正確な判定のためにはさまざまな角度から状況を確認する必要があったりするなど、審判員一人で判定を行うことが困難（判定の精度に欠ける）であることもある。そのため、多くの競技では複数の審判員を配置してその任に当たることとしている。
しかし、それでも判定に疑問があるという声が上がる場合もあり、試合中や試合後に、競技を管轄する協会・連盟などの管理団体に裁定を求めることもある。審判員が不正に加担したのではないかという、八百長疑惑が追及されるケースもある。

## 各競技における審判員
多くの競技では、一人の主審と複数の審判員で構成される審判団が、協議の審判を行う。

### 野球・ソフトボール

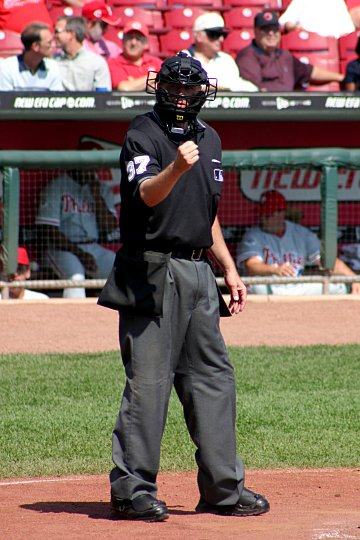
野球の球審

球審、塁審、外審、（控え審判員）などで審判団を構成する。野球の審判員を表す英語は「referee」ではなく「umpire」である。一般に球審を指して主審ということがあるが、審判団によっては責任審判員が球審以外の審判員である場合もある。

### サッカー

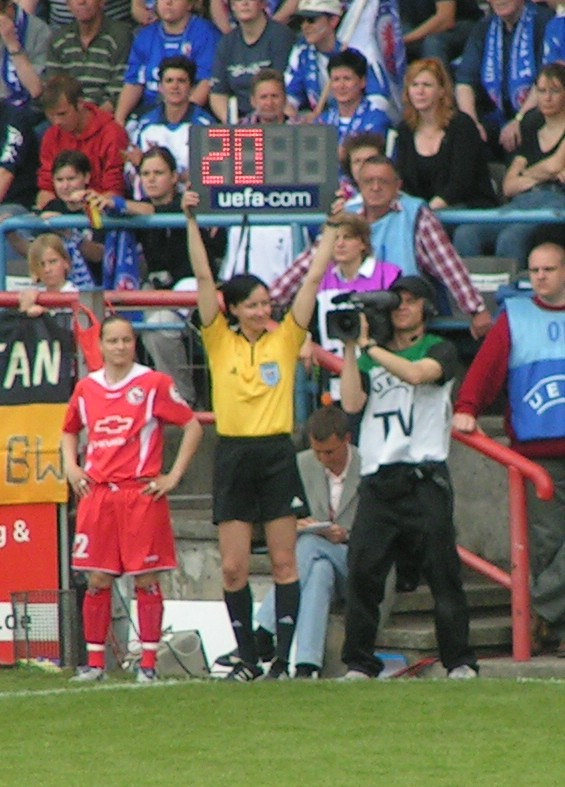
サッカー第4の審判員

主審（Referee）、副審（Assistant referee、かつては線審Linesmanと呼ばれていた）、第4の審判員（Fourth official）で審判団が構成されている。また、競技会規定で認められているのならば、追加副審（Additional assistant referee）や、ビデオ副審（Video Assistant Referee）を配置する場合がある。

### ラグビー
ラグビーでは、審判団のことを「マッチオフィシャル（the match officials）」と呼ぶ。

#### マッチオフィシャルの人数
小規模な試合においては、レフリー（主審）が1人、アシスタントレフリー（副審＝タッチジャッジ）は少なくとも2人が必要となる。アシスタントレフリーが派遣されない試合の場合、タッチジャッジは各チームから1人ずつ提供される。
大きな試合でのマッチオフィシャルの人数は、レフリー（主審）1人、アシスタントレフリー（副審）は2人から4人まで、TMO1人以上、タイムキーパー1人または0人、マッチコミッショナー1人は0人となる。
当初はレフリーが設けられず、プレーの切れ目で両チームキャプテンが話し合って判断していた。1875年にはレフリーを置くようルールが加わったが、任意だった。1892年に行われたレフリー無しの試合において、トライの判定で両チームの合意が得られなかったことから、試合に1人のレフリーと2人のタッチジャッジを置くことが義務付けられた。

#### テレビジョンマッチオフィシャル（TMO）
国代表試合（テストマッチ）、国際大会、国内選手権大会、社会人リーグワンなど、大きなビジョンが設置してある会場で行われる試合では、テレビジョンマッチオフィシャル（TMO）により、危険なプレーやトライの判定などにおいてプレイ映像を再生し、正確で公平な判定をする。

#### 日本国内のレフリー
日本のラグビーユニオンにおけるラグビーフットボール公認審判員資格は、日本ラグビーフットボール協会が統括している。「スタートレフリー」「ミニラグビーレフリー（MRR）」「C級レフリー」「B級レフリー」「A級レフリー」の5種類がある。

### アメリカンフットボール

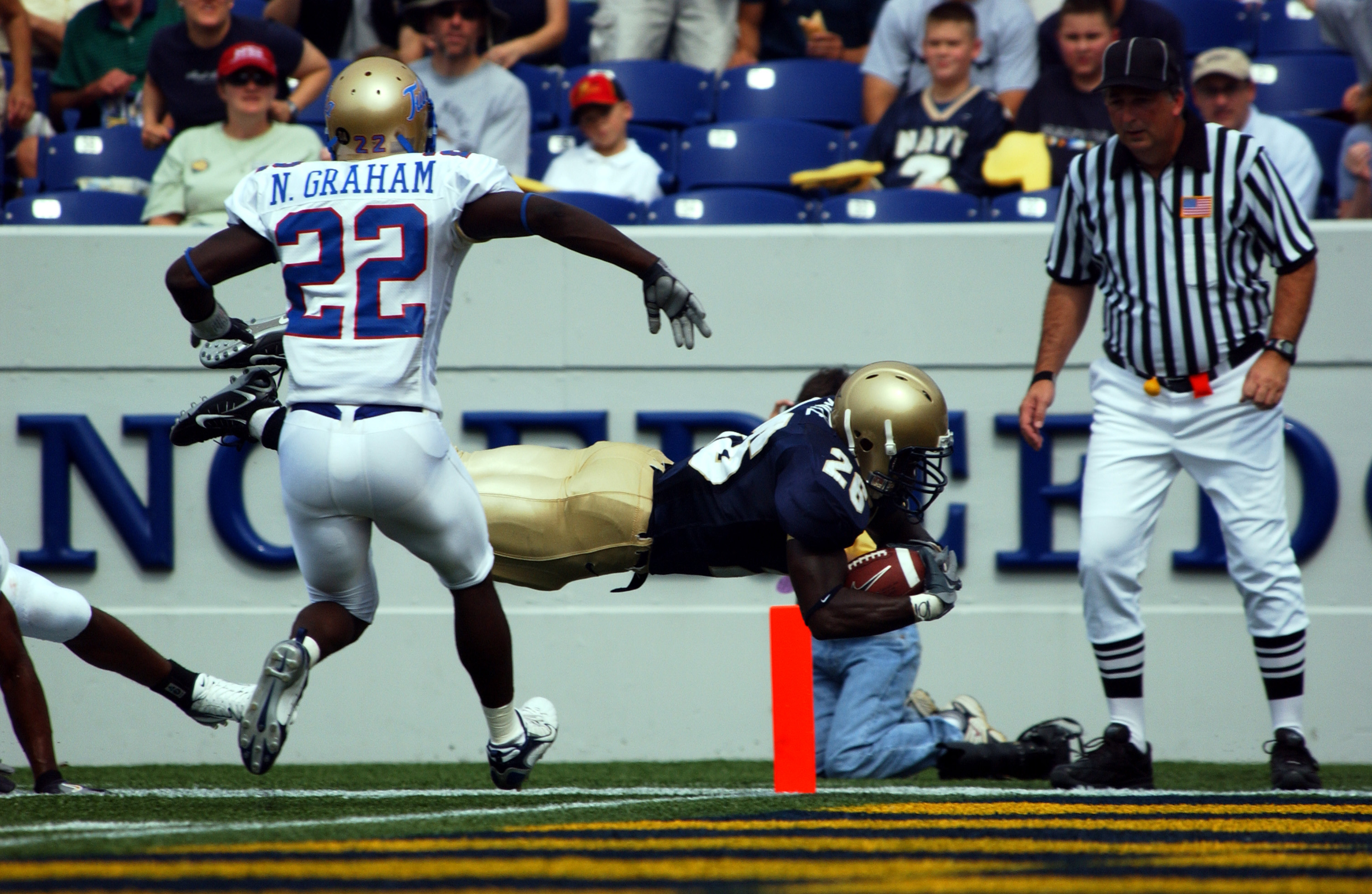
アメリカンフットボールの主審

オフィシャル（Official）と呼ばれる7名の審判員で構成される。ポジションによって呼び名と職務が変わるが、反則の指摘などの権限は平等に持っている。
- レフェリー：Referee,Head referee（R）
- アンパイア：Umpire（U）
- ヘッド・ラインズマン：Head Linesman（HL）
- ライン・ジャッジ：Line Judge（LJ）
- フィールド・ジャッジ：Field Judge（FJ）
- バック・ジャッジ：Back Judge（BJ）
- サイド・ジャッジ：Side Judge（SJ）

レフェリーのみ白い帽子をかぶり、他の6名は黒い帽子をかぶる。レフェリーとアンパイアの呼称が用いられるが、主審はレフェリーである。反則などの問題が起こると、審判団が集まり協議を行い、協議の結果、反則はなかったことになることも多い。協議の結果を告知する職務を持つチーフ格の審判（Referee）によって、両チームと場内に説明がされる。
反則を受けた側は、ルール通り相手にペナルティを与えてプレーをやり直すか、それとも反則はなかったことにして（デクライン）プレーを進めるか、自身に有利となる方を任意に選択できる。
NFLでは、審判に不服がある場合、その場でチャレンジ（challenge）と呼ばれる再審査請求ができる（回数に制限あり）。チャレンジではビデオ画像なども判断の材料に入れて再審査を行い決定を下すが、その決定に対する不服申し立てはフィールド内ではできない。

### アイスホッケー

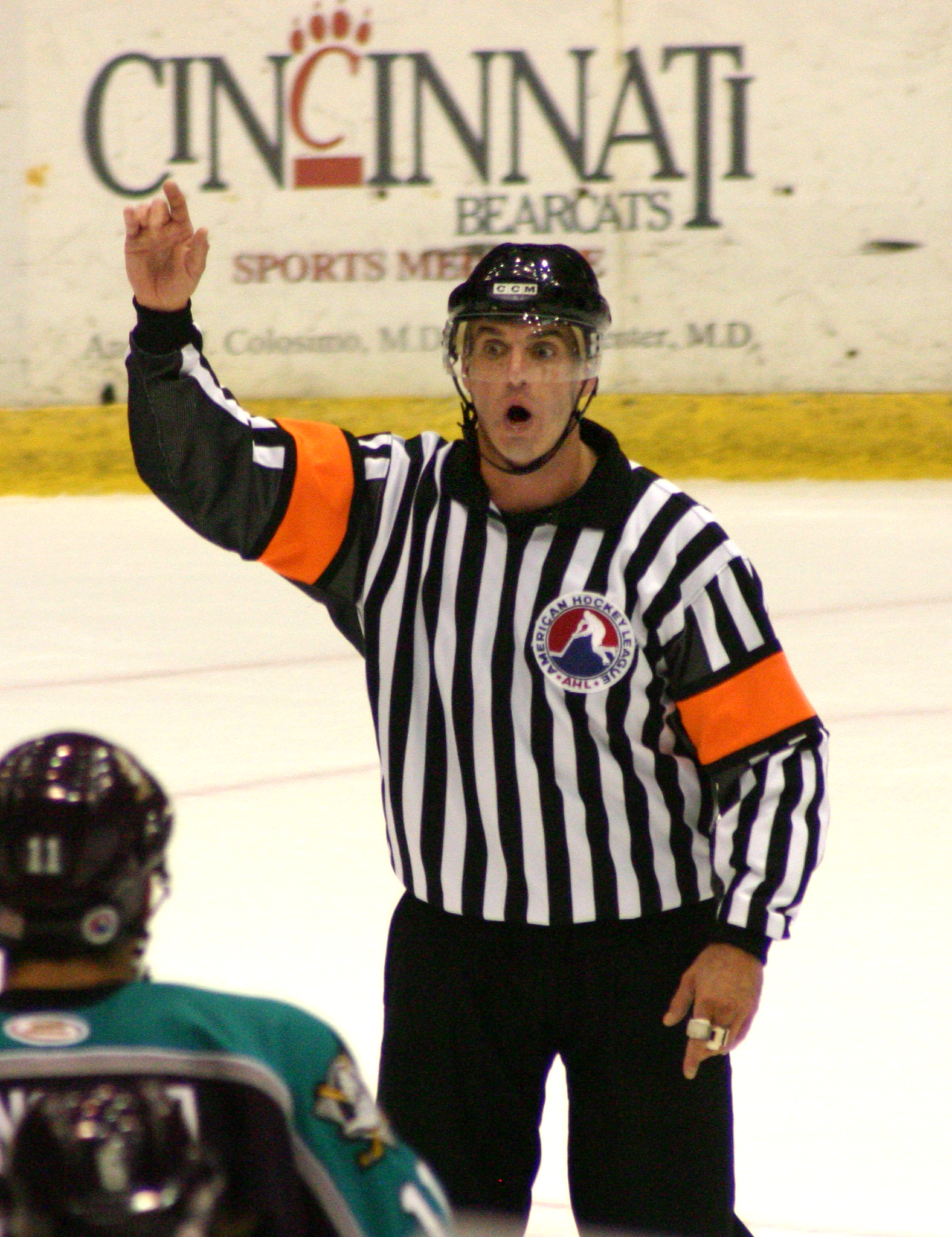
アイスホッケーのレフェリー

構成される審判団は、オフィシャル（Official）と呼ばれる。このためスコアボード操作等を行う場所はオフィシャルボックスの名称がある。審判はここでスコアボード操作員に判定を伝える。
レフェリー、ラインズマン、アシスタント・レフェリーと呼ばれるホッケーリンク上の審判員（On-ice officials）とリンク外の審判員（Off-ice officials）に分類される。見た目の違いとしてレフェリーは袖にオレンジの帯がある（写真参照）が、ラインズマンにはない。試合開始のフェイスオフはレフェリーが行う。通常はレフェリー1名にラインズマン2名、ゴール裏のボックス（リンク外にある。ここではゴール判定のみ担当）に1名ずつの5名である。

### ハンドボール

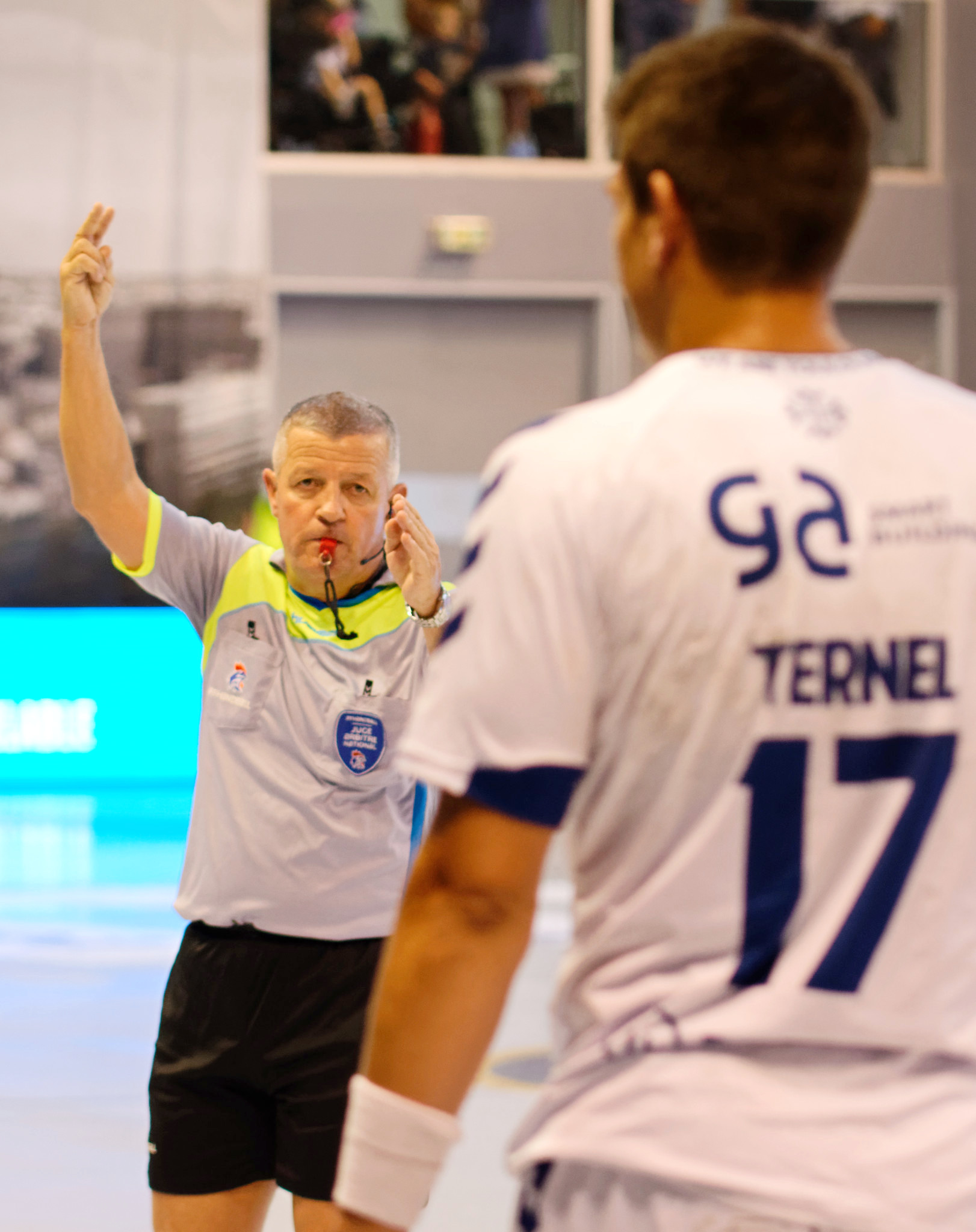
2分間の退場を与えるハンドボールのレフェリー

同等の権限を持つ、2人1組のレフェリーが試合を運営する。選手全体を挟み込むように位置を取り、攻防が入れ替わるたびに互いの役割も入れ替わる。一つの違反に対する罰則の重さについて、両レフェリーの間で見解が異なった場合には、重い方の罰則を適用する。

### バレーボール
主審1人、副審1人、記録員1人（アシスタント・スコアラー）、線審4人。主審は一方の支柱の近くに設置された審判台に上がり、副審はもう一方の支柱近くに位置取る。記録員・アシスタントスコアラーは副審の後方に設置された椅子に座り、机に向かって記録作業を試合と同時進行で副審と協力しながら行う。主審と副審・記録員は互いに対になるようになっている。線審はそれぞれのコーナー付近で旗を持ってボールがラインより出たかどうかなどを判断する。
- Vプレミアリーグ・Vチャレンジリーグ・地域リーグでは、リザーブラインジャッジ（予備線審）を置くこともある。
- 国際試合では、リザーブレフェリー（予備審判員）・リザーブラインジャッジが指名される。
- 3ボールシステムが採用される大会では、ボール・リトリバーを6人置く。ただしこれは審判資格がなくても可能。

### バスケットボール

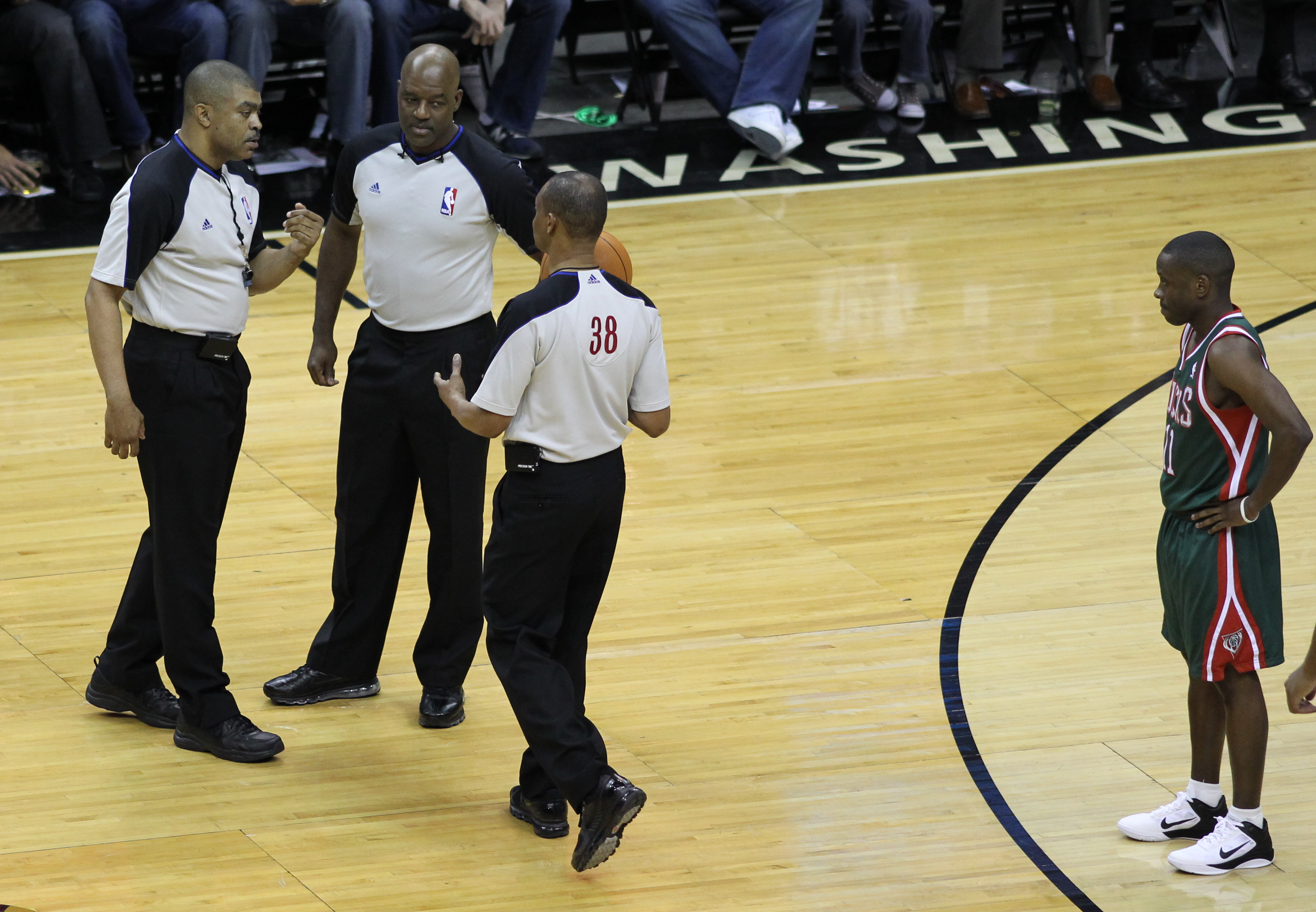
NBA審判員

- 2人審判制では主審1人、副審1人でコート内でリード（Lead）、トレイル（Trail）を交互に行いながら審判をする。
- NBAやBリーグなど、トップレベルの試合では3人審判制をとる場合もある。その場合はリード、トレイルにセンター（Center）が加わる。

### テニス
- 基本的には主審・副審と線審で構成。線審の人数は大会によって異なり、ウィンブルドンでは最大9人配置される。
- 大会によっては主審のみで行うソロチェアアンパイア制や、審判のいないセルフジャッジ制で行われる場合もある。

### ソフトテニス
- 基本的に正審1名・副審1名・線審2名で構成される。また、線審がいない場合もある。

### ボクシング

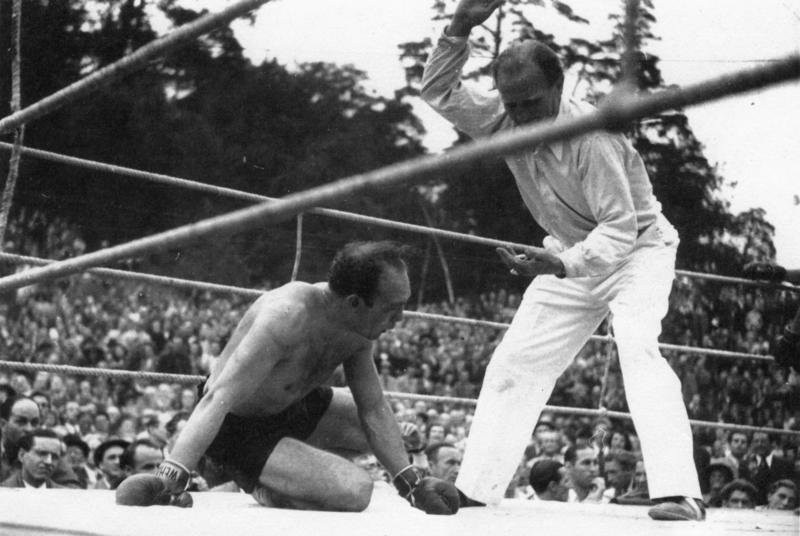
ボクシングのレフェリー（右）

リング上に主審（Referee）が上がり判定を行う。副審（Judge）はリング下の最前列で採点するが、主審の判定には関与しない。
- プロでは主審を含めた3人が採点する。ただし、現在の日本のプロボクシング公式戦においては、OPBF東洋太平洋タイトルマッチの一部を除いて副審3人制を採用しており、大半の試合において主審は採点しない。
- アマチュアでは3人または5人の副審が採点する。オリンピックなどの国際大会や全国レベルの大会では5人となる。

### プロレス
プロレスの試合を裁くためレフェリーと呼ばれるが、試合を盛り上げるために一方に有利な判定を下す悪徳レフェリーが存在したり、しばしばレスラーの攻撃にさらされるなど、他種目のレフェリーとは異なる側面もある。

### 大相撲
土俵上に行司が1名、土俵下に勝負審判が5人。

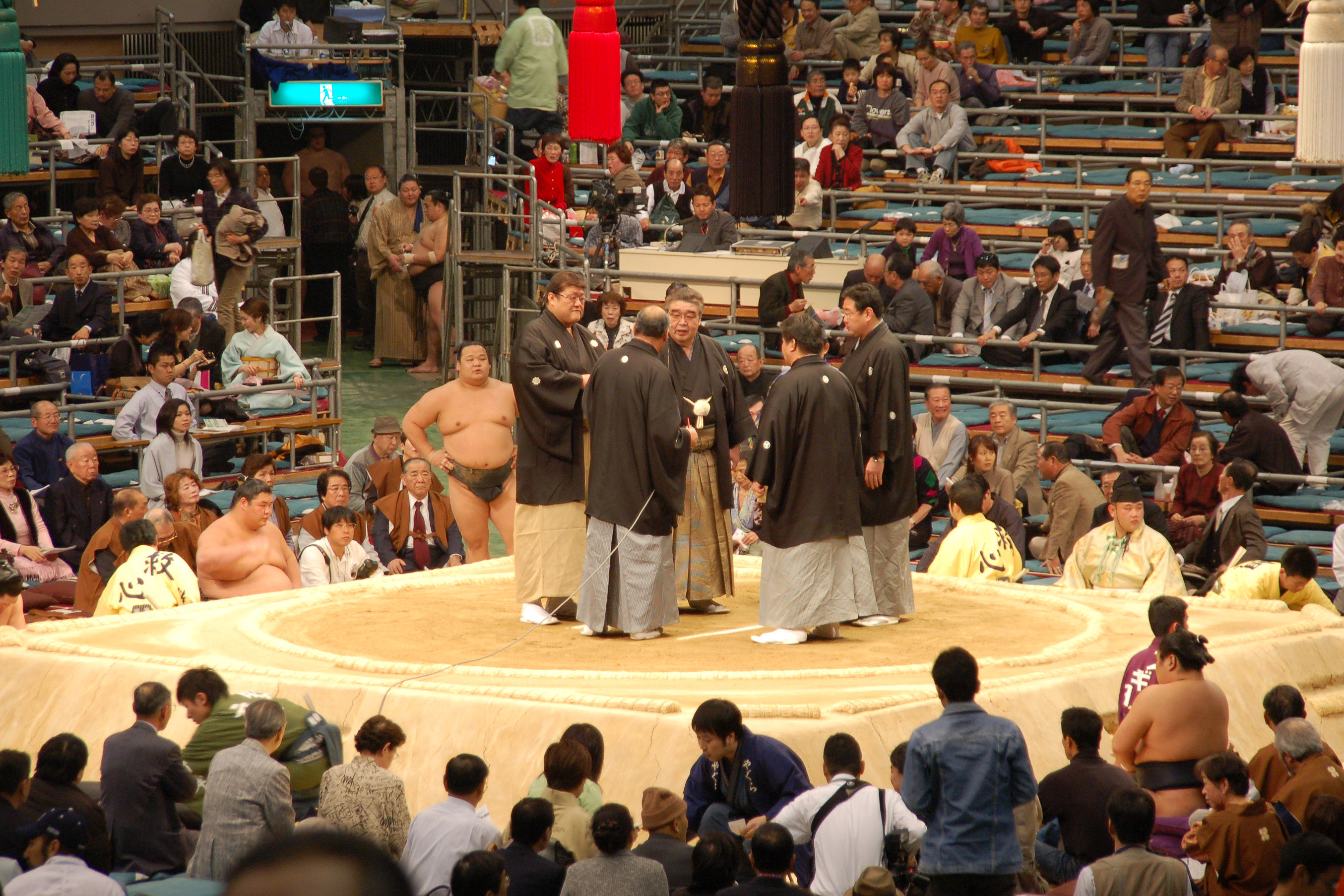
勝負審判

通常の判定は行司が行うが、勝負審判が異議申し立て（物言い）することにより再審が行われる。控え力士も物言いを付けることができるが、その例は極めて少ない。

### 競馬
主催者が選出した「審判員」および「裁決委員」が審判を務める。人数は主催者により異なる。

## スポーツの審判を巡る騒動
スポーツの種類を問わず、審判の不公平な判定や誤審はしばしば問題視される。本拠地側のチームや選手に有利な判定が下ることをホームタウンディシジョンなどといい、有名なものには2000年代のハンドボールの国際試合において中東諸国のチームに有利な判定が頻出した「中東の笛」や、日本プロ野球において読売ジャイアンツに有利な判定を下す「ジャンパイア」がある。有名な誤審にはサッカー1986 FIFAワールドカップにおけるディエゴ・マラドーナの『神の手』ゴールや野球のボブ・デービッドソン審判の判定問題などがある。また、審判自らが試合後に誤審を下したと認める場合もある。不公平な判定や誤審は時として暴動や訴訟に発展することもある。

### 競馬の審判を巡る騒動
- ヒサヨシ事件
- タケデンバード事件
- 園田事件
- 阪神競馬場誤審事件

※1986年5月31日、阪神競馬場第4競走において、審判員が2着馬と3着馬を誤認し、誤った着順を確定させた事件。主催者はミスを認め、訂正前および訂正後の勝馬投票券の払い戻しを扱う措置をとったが、訂正前の確定情報を信じ馬券を捨てたと主張するファンの抗議が絶えず、一部のファンが民事訴訟を提起する事態に発展した。